# Deqing
Deqing (ⓘ en chino, 德清县; pinyin, Déqīng xiàn) es un condado bajo la administración directa de la ciudad-prefectura de Huzhou. Se ubica en la provincia de Zhejiang, este de la República Popular China. Su área es de 937 km² y su población total para 2010 fue crcana a los 500 mil habitantes.

## Geografía
Situado en medio de la llanura entre la bahía de Hangzhou y el lago Tai, la mayor parte del condado de Deqing es plano, atravesado por numerosos canales. El extremo occidental del condado es montañoso.

## Economía
En el área montañosa del distrito se encuentran las populares zonas turísticas que rodean al monte Mogan, una montaña pintoresca, a una hora de Hangzhou, con muchas villas antes de la Segunda Guerra Mundial construidas por extranjeros, junto con uno de los complejos Kuomintang de Chiang Kai-shek. Otra atracción destacada del condado es el templo budista Yunxiu.
La aldea de Zisiqiao (子思 桥), ubicada en la ciudad de Xinshi, es conocida como un centro de cría de serpientes. Los lugareños han estado criando serpientes desde la década de 1980; Actualmente, alrededor de 800 personas en Zisiqiao trabajan en la industria del cultivo de serpientes, criando unos tres millones de serpientes al año. Se suministran serpientes vivas a los restaurantes de especialidades; secados o conservados en alcohol, se venden a fabricantes de medicinas tradicionales chinas; también se hace vino con infusión de serpiente. El lugar recibe el apodo de "Pueblo de las serpientes" por los medios de comunicación, y el Museo de la Cultura de las Serpientes de Deqing se ha convertido en una atracción turística local.

## Divisiones administrativas
El condado está dividido en los siguientes pueblos:
- Wukang (武康镇), Qianyuan (乾元镇), Xinshi (新市镇), Luoshe (洛舍镇), Xin'an (新安镇), Leidian (雷甸镇), Zhongguan (钟管镇), Yuyue (禹越镇) y Moganshan (莫干山镇).

## Personas notables
- El artista Shen Quan (1682–1760), influyente del arte japonés durante el periodo Edo, nació en Deqing.[6]